# Puts

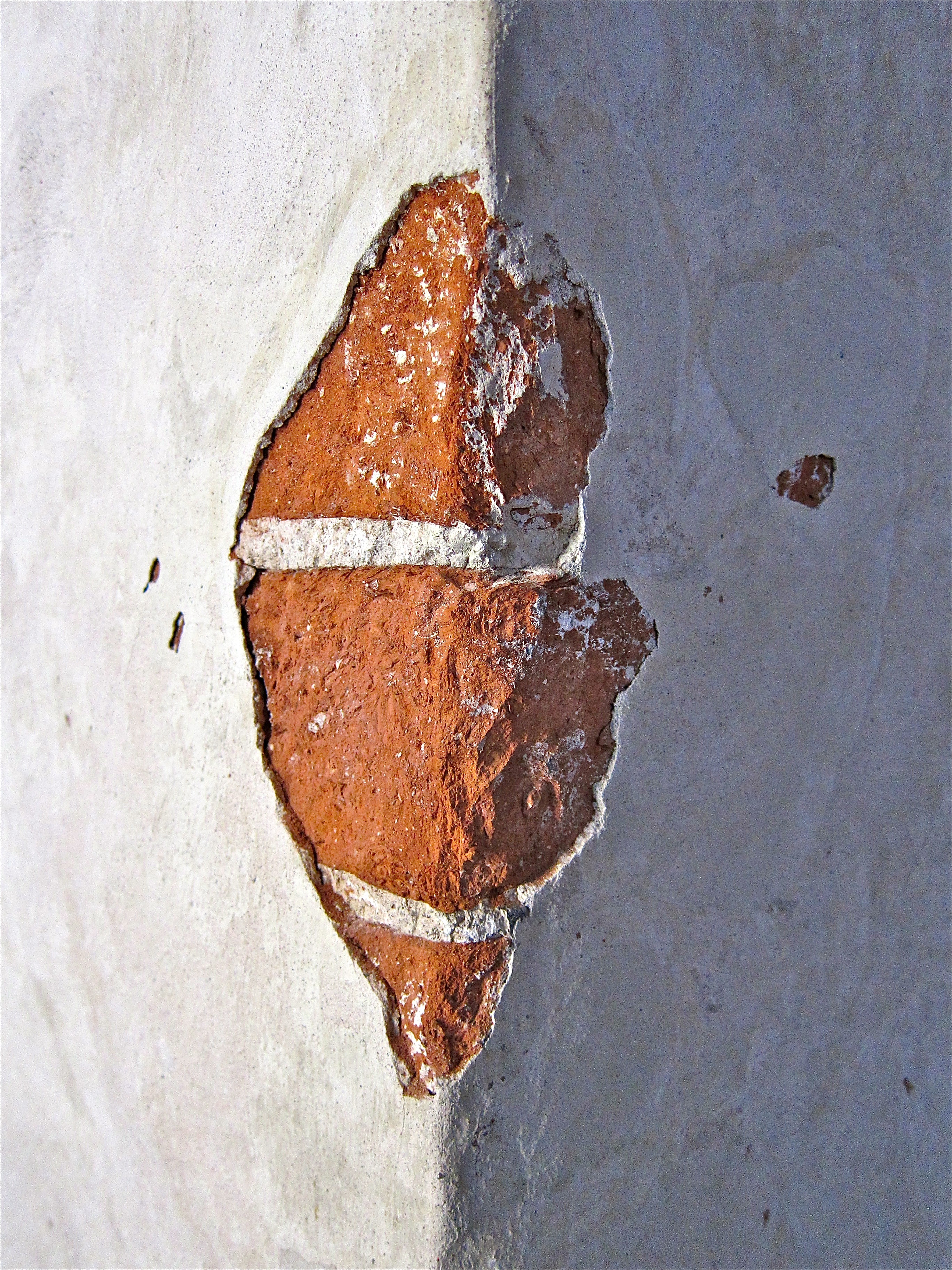
Bortvittrad puts på Riddarholmskyrkan i Stockholm.

Puts är ett tunt ytskikt av bruk på till exempel byggnader, invändigt och utvändigt. Putsen, putsbruket, har använts som fasadmaterial sedan antiken. Putsens syfte är att hålla ihop konstruktioner, skydda den bakomliggande väggen samt att ge en vacker yta.
Putsade fasader är kända sedan medeltiden i Norden och förekommer fortfarande vid nybyggen. Anskaffningskostnaden är relativt hög, men i stället står sig fasaden med normalt underhåll i minst femtio år vilket kan försvara anskaffningskostnaden.
Putsbruk består av bindemedel, ballast och vatten. Ballasten är vanligen sand, bindemedlet är olika proportioner av till exempel cement, gips, kalk eller plast. Putsbruk delas in i hållfasthetsklasserna A–E, där A är hårdast och E mjukast. Det som avgör hårdheten i vanlig fasadputs är blandningen cement/kalk. B- och C-bruk är idag vanligast vid putsning. D och E används främst till äldre byggnader.

## Olika sorters puts

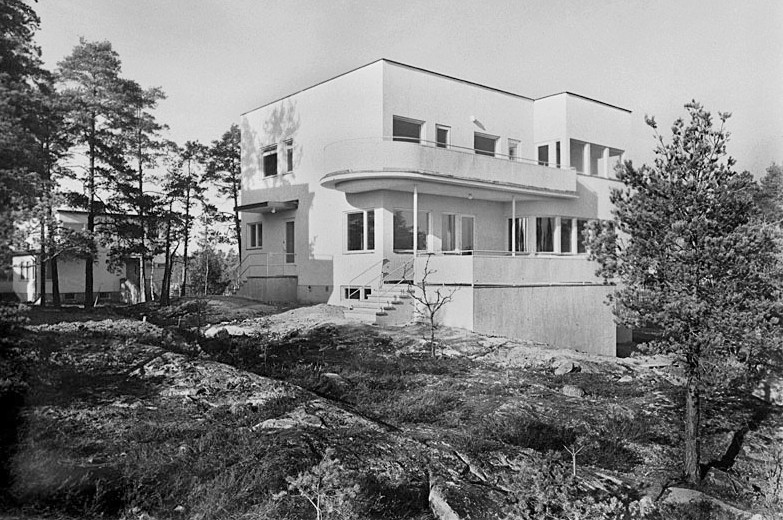
Villa med slätputsad fasad av kalkbruk, Södra Ängby i Stockholm, 1938.

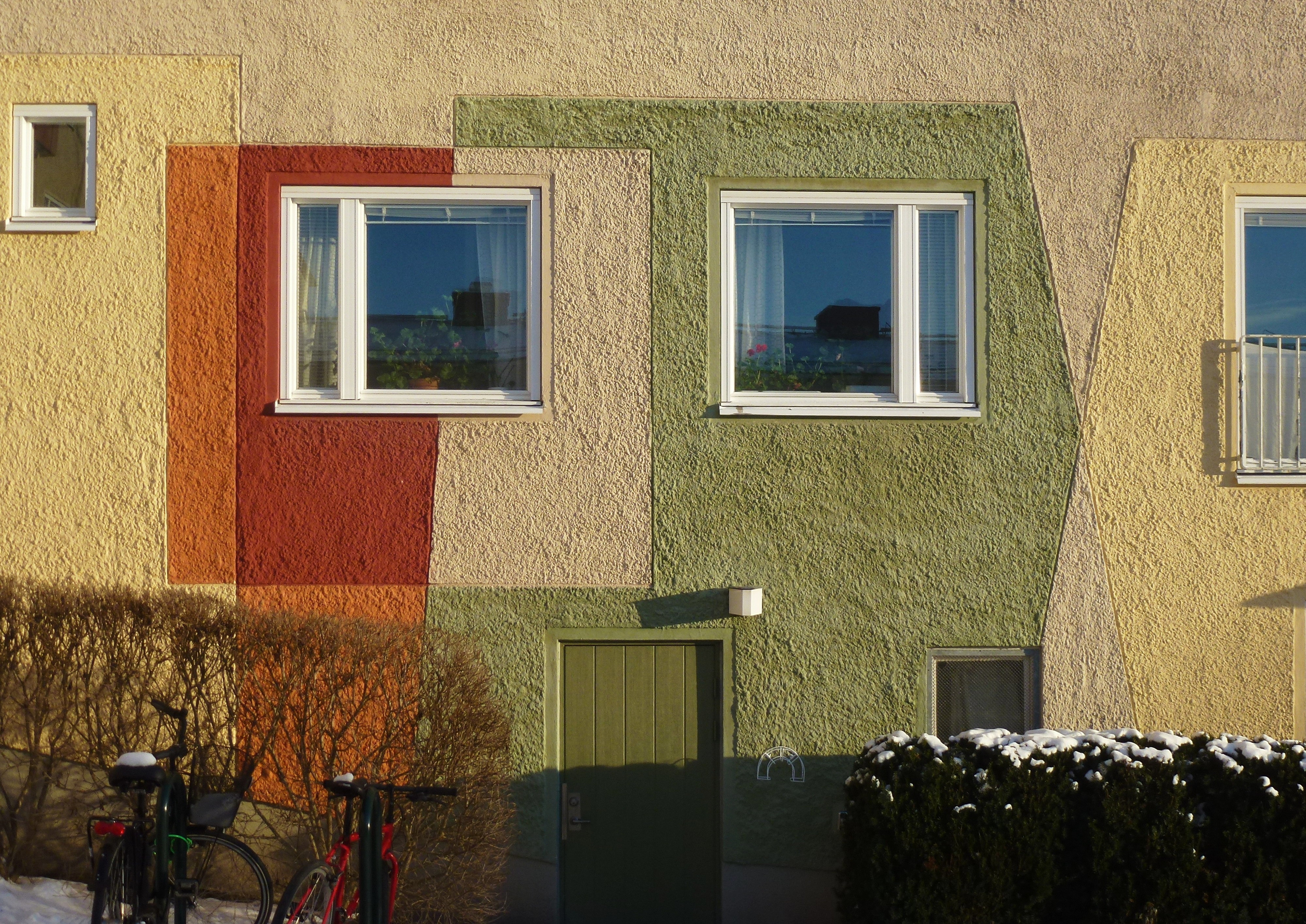
Grov spritputs på Sickla strand i Nacka kommun. Arkitekt Bröderna Ahlsén.

De olika sorterna av putsbruk kan klassas utifrån hårdhet från A till E, där A är den starkaste varianten. Putsbruk består av bindemedel, vatten och ballast och eventuella tillsatser. Ballast kan vara allt ifrån finaste sand till grövre fraktioner beroende på vilken yta man önskar skapa. Ballastens fraktionskurva spelar sedan tillsammans med påslagsteknik och efterbehandling en stor roll för hur ytan eller fasaden ser ut. Generellt sett skiljer man då på slätputs, spritputs och slamning.

### Cementbruk
(A-bruk). Cementbruk "brinner" (härdar/hydratiserar) snabbare än kalkbruk, har bättre vidhäftning och är starkare. Att putsa en tegelfasad eller trästomme med cementbruk är direkt olämpligt av det skäl som anges på annan plats i denna artikel - cementputsen blir helt enkelt för stark.

### Kalkcementbruk (KC-bruk)
(B/C-bruk), både kalk och cement ingår. Kalkcementbruk blev vanligt på 1950-talet, och är den i dag vanligaste formen av putsbruk. Blandas 1 del kalkcement till 3 delar sand till murning samt putsning. En gammal fasad som putsats med rent kalkbruk skall inte bättringsputsas med KC- bruk då det är starkare än kalkbruket och därför riskerar att hålla emot rörelse bättre än kalkbruket vilket ger sprickor till följd.

### Hydrauliskt kalkbruk (Kh-bruk)
(D-bruk) Hydrauliskt kalkbruk – Kh-bruk (100 % hydrauliskt) eller KKh-bruk (hydraulisk/lufthärdande mix). Utöver kalk, innehåller detta ämnen som kisel-, aluminium- eller järnoxider, vilket gör att putsen härdar i vatten. Högre andel av dessa ämnen ger större hydraulisk verkan och starkare bindning. Hydrauliskt kalkbruk används vid renovering av äldre byggnader där högre hållfasthet eller frostbeständighet krävs, än vid putsning med vanligt luftkalkbruk.

### Kalkputs (K-bruk)
(E-bruk) Lufthärdande kalkputs innehåller, utöver vatten, i stort sett bara släckt kalk (kalciumhydroxid) och sand. Denna kalkputs är mjuk och svag och kan därför ta upp en del rörelser i underlaget utan att spricka eller lossna. Därför blir den faktiskt hållbarare än en hårdare puts. Kalkputs suger upp fukt lättare än cementbruk, men lämnar också ifrån sig fukten lätt när vädret är gynnsamt. Fram till 1900-talets mitt användes i princip alltid rent kalkbruk. Denna typ av puts används också som offerputs.
När den lufthärdande kalkputsen strukits på startar en karbonatisering, där kalciumhydroxiden reagerar med kolsyra och ombildas till kalciumkarbonat som kristalliserar. Det kräver både lufttillgång och rätt fuktighet, eftersom kolsyran kommer från luftens koldioxid som löst sig i vattnet.

### Lerbruk
Består av lera som förr togs upp i närheten av det ställe den skulle användas och därför var mer eller mindre ren. Kan numera köpas i säck hos välsorterade butiker. Leran eller lerpulvret blöts upp på samma sätt som cement eller kalk. Lerbruket når snabbt hög vidhäftning men är endast lämpat för inomhusbruk av förklarliga skäl. I kontakt med vatten löses det snabbt upp. Lerbruk användes och kan användas både för murning och putsning. Schamotteleran är en variant som har särskilda värmetåliga egenskaper och därför bland annat är huvudingrediens i eldfast tegel som används vid kakelugnsmurning.

### Gipsputs
För invändig putsning. En fördel med gipsputs är att man kan få väggytan helt färdig vid själva putsningen.

### Lerklining
En äldre form av puts, bestående av lera, sand och växtmaterial. Lerklining användes invändigt på trähus för att täta mot drag och ge ett jämnt underlag för målning eller tapetsering med papper eller linne.

### Terrasitputs
Ett varunamn för en typ av genomfärgad fasadputs. Den kännetecknas av en grov, bräddriven yta med inslag av glänsande glimmerkorn.

### Organisk tunnputs
Plastfärg, med sand inblandat, som läggs på i ett tunt skikt. Se en och tvåstegs stegstätad fasad.

## Putsning

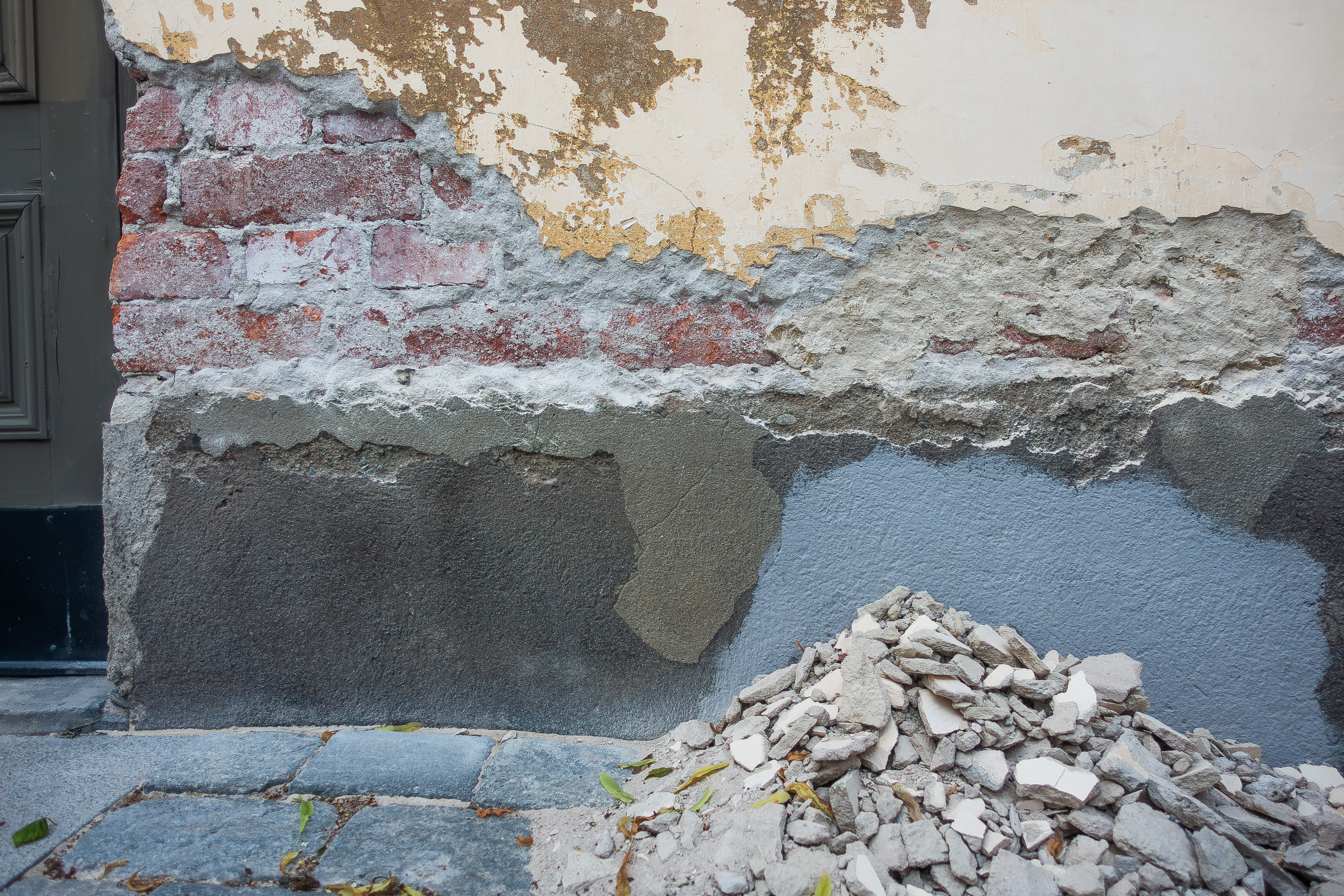
Knackad puts inför renovering av 1700-talsbyggnad.

Vid reparation av en putsad vägg eller fasad är det viktigt att använda liknande puts som den ursprungliga. Huvudregeln vid allt putsningsarbete är att putsen inte får vara starkare än underlaget. Rent cementbruk får aldrig användas för att bättringsputsa en fasad med kalkputs.
Cement innehåller kromföreningar som oxiderats till sexvärt krom, vilket är mycket hälsovådligt (cancerogent och allergiframkallande) vid själva putsningen. Sedan 1980-talet tillsätts därför järn(II)sulfat till cementprodukter, vilket reducerar kromet till en betydligt ofarligare form. Denna reducering är effektiv i omkring 1 år i oblandat bruk. Bruk där cement ingår ska man därför inte använda om det lagrats längre tid än 1 år.
En nyputsad yta ska härda cirka 4–10 veckor innan den kan målas.